# Valloni della Costiera Amalfitana
Valloni della Costiera Amalfitana este o arie protejată (arie specială de conservare — SAC, sit de importanță comunitară — SCI) din Italia întinsă pe o suprafață de 227 ha, integral pe uscat.

## Localizare
Centrul sitului Valloni della Costiera Amalfitana este situat la coordonatele 40°39′28″N 14°37′15″E / 40.657778°N 14.620833°E.

## Înființare
Situl Valloni della Costiera Amalfitana a fost declarat sit de importanță comunitară în mai 1995 pentru a proteja 18 specii de animale. Situl a fost protejat și ca arie specială de conservare în mai 2019.

## Biodiversitate
Situată în ecoregiunea mediteraneană, aria protejată conține 4 habitate naturale: Păduri de Quercus ilex și Quercus rotundifolia, Peșteri inaccesibile publicului, Tufărișuri termo-mediteraneene și de pre-deșert, Pseudostepă cu ierburi și specii anuale de Thero-Brachypodietea.
La baza desemnării sitului se află mai multe specii protejate:
- păsări (11): prepeliță (Coturnix coturnix), Falco eleonorae, șoim călător (Falco peregrinus), muscar-gulerat (Ficedula albicollis), sfrâncioc roșiatic (Lanius collurio), viespar (Pernis apivorus), sitar de pădure (Scolopax rusticola), turturică (Streptopelia turtur), silvie de tufiș (Sylvia undata), mierlă (Turdus merula), sturz-cântător (Turdus philomelos)
- amfibieni (1): Salamandrina terdigitata
- mamifere (2): liliacul mare cu potcoavă (Rhinolophus ferrumequinum), liliacul mic cu potcoavă (Rhinolophus hipposideros)
- nevertebrate (2): croitorul mare al stejarului (Cerambyx cerdo), Melanargia arge
- pești (1): salmo cettii (Salmo cetti)
- reptile (1): șarpele cu patru dungi (Elaphe quatuorlineata)

Pe lângă speciile protejate, pe teritoriul sitului au mai fost identificate 6 specii de plante, 2 specii de amfibieni, 2 specii de nevertebrate, 4 specii de reptile.